# Sant Crist de Premià de Dalt
Sant Crist de Premià de Dalt és una capella de Premià de Dalt (Maresme) protegida com a bé cultural d'interès local.

## Descripció
Fornícula situada a la confluència del Torrent del Fondo i del carrer del Sant Crist, en un mur orientat al sud. Aprofitant el desnivell del terreny, està enlairada per dos graons de gran alçada. A l'interior hi ha una imatge del Crist Crucificat protegida per una barana de ferro.

## Història
Hi ha documentació del XVII sobre la capella, però es desconeix l'any de la construcció. La imatge actual no és l'original, ja que aquesta es va pedre durant la Guerra Civil. S'utilitzava en diferents celebracions religioses i marcaven el pas de les processons. Durant el Corpus es feien ofrenes de flors i s'hi situava un altar.